# Mario Gómez García
|  | Per a altres significats, vegeu «Mario Gómez (desambiguació)». |

Mario Gómez García, conegut simplement com a Mario Gómez (Riedlingen, 10 de juliol de 1985), és un futbolista professional alemany, que juga com a davanter al VfB Stuttgart.

## Biografia
L'avi de Mario arribà des de la província espanyola de Granada a Alemanya per a treballar en un viver i la família es va establir a Riedlingen (Baden-Württemberg).
Inicià la seua carrera professional en el 2003 amb el VfB Stuttgart, però no va ser fins a la temporada 2006-2007 quan començà a destacar com un prolífic golejador. Aquella temporada, Gómez va marcar 14 gols en 25 partits, superant la seua marca en la temporada 2007-2008.
En el 2007 a més va assolir ser finalista de la Copa d'Alemanya, on el VfB Stuttgart caigué enfront del 1. FC Nürnberg i, després de 15 anys, va formar part del planter que es va coronar campió de lliga per cinquena vegada en la seua història.
Al maig de 2009 es feu públic el seu fitxatge pel Bayern de Múnic per una quantia propera als 30 milions d'euros.
Debutà en una copa del món el 13 de juny en el mundial de Sud-àfrica 2010 substituint Mesut Özil davant Austràlia en la victòria d'Alemanya per 4 a 0.
El 25 de maig de 2013 va jugar amb l'equip del Bayern de Múnic (entrant com a suplent, al minut 90), que esdevingué campió de la Lliga de Campions de la UEFA 2012-13 en derrotar el Borussia de Dortmund a la final.
El juliol de 2013 el Bayern de Múnic el va traspassar a la Fiorentina italiana, per uns 20 milions d'euros.